# Dennis Collander
Kjell Dennis Collander (Västerås, 9 maggio 2002) è un calciatore svedese, centrocampista dell'Hammarby.

## Caratteristiche tecniche
È un centrocampista difensivo.

## Carriera

### Club
Cresciuto nel settore giovanile dello Skiljebo SK, nel 2018 viene promosso in prima squadra dove gioca 12 incontri in Division 2, la quarta serie del calcio svedese.
Ancora sedicenne, nel gennaio 2019 viene acquistato dall'Örebro con cui firma un contratto triennale, ma un problema fisico lo costringe a saltare l'intera annata 2019; debutta fra i professionisti il 24 febbraio 2020 in occasione dell'incontro di Svenska Cupen perso 1-0 contro il Nyköpings BIS mentre il 5 luglio seguente esordisce in Allsvenskan giocando il match perso 2-1 contro il Sirius. Nel frattempo trova sempre più spazio in prima squadra, tanto da attirare le attenzioni di altri club nonostante la squadra termini l'Allsvenskan 2021 al penultimo posto con soli 18 punti, retrocedendo in Superettan.
Nel gennaio 2022, l'Hammarby comunica ufficialmente di aver acquistato Collander con un contratto di quattro anni e mezzo. Ha iniziato la stagione giocando un paio di partite di campionato ad aprile con l'Hammarby TFF, squadra riserve militante in terza serie, quindi tra maggio e luglio colleziona cinque presenze con l'Hammarby salvo poi essere fermato da un grave infortunio al ginocchio.
Nel maggio 2023, a due settimane di distanza dal suo ritorno in allenamento, si è gravemente infortunato al legamento crociato dell'altro ginocchio, fatto che lo ha portato a dover chiudere anzitempo la sua stagione senza aver collezionato di fatto alcuna presenza ufficiale.

### Nazionale
Ha giocato nelle nazionali giovanili svedesi Under-17 ed Under-21.

## Statistiche
Statistiche aggiornate al 18 luglio 2021.

### Presenze e reti nei club
| Stagione        | Squadra         | Campionato      | Campionato | Campionato | Coppe nazionali | Coppe nazionali | Coppe nazionali | Coppe continentali | Coppe continentali | Coppe continentali | Altre coppe | Altre coppe | Altre coppe | Totale | Totale | Totale |
| Stagione        | Squadra         | Comp            | Pres       | Reti       | Comp            | Pres            | Reti            | Comp               | Pres               | Reti               | Comp        | Pres        | Reti        | Pres   | Reti   |        |
| --------------- | --------------- | --------------- | ---------- | ---------- | --------------- | --------------- | --------------- | ------------------ | ------------------ | ------------------ | ----------- | ----------- | ----------- | ------ | ------ | ------ |
| 2018            | Skiljebo SK     | D2              | 12         | 1          |                 | -               | -               |                    | -                  | -                  |             | -           | -           | 12     | 1      |        |
| 2019            | Örebro          | A               | 0          | 0          | CS+CS           | 2+3             | 0               |                    | -                  | -                  |             | -           | -           | 5      | 0      |        |
| 2020            | Örebro          | A               | 15         | 0          | CS              | 3               | 0               |                    | -                  | -                  |             | -           | -           | 18     | 0      |        |
| 2021            | Örebro          | A               |            |            | CS              |                 |                 |                    | -                  | -                  |             | -           | -           |        |        |        |
| Totale carriera | Totale carriera | Totale carriera | 37         | 1          |                 | 8               | 0               |                    | -                  | -                  |             | -           | -           | 45     | 1      |        |